# Devaladakere, Sakleshpur
Devaladakere là một làng thuộc tehsil Sakleshpur, huyện Hassan, bang Karnataka, Ấn Độ.